# Clem (Virginia Occidental)
Clem es un área no incorporada ubicada dentro del Distrito Sureño, una división civil menor del condado de Braxton, Virginia Occidental, Estados Unidos. Está catalogada como un asentamiento humano por la Junta de Nombres Geográficos de los Estados Unidos.
El número de identificación (ID) asignado por el Servicio Geológico de Estados Unidos es 1549631.

## Geografía
Se encuentra a una altitud de 298 metros sobre el nivel del mar (978 pies) según el conjunto de datos de elevación nacional.